# Сијукси
Сијукси или Су (фр. Sioux; IPA:) су северноамерички Индијанци, припадају сиуанској породици народа, а настањени су између река Мисисипи и Мисури. Један су од три народа (Сијукси, Асинибојни и Стоуни) који припадају сијукшкој супкултури и говоре једним од 3 дакотска језика, која су блиско сродна, али нису узајамно разумљива.
Најранија позната прадомовина Сијукса било је подручје мочварних предела пиринчаних језера, у данашњој Минесоти, живели су од сакупљања самониклог дивљег воденог пиринча. Ово је крај познат по томе што га насељава народ Чипева или Оџибва.

## Порекло имена
Сијукси су били конфедерација од седам племена где је свако имало посебан назив за себе, односно за конфедерацију. Лакота племе себе или конфедерацију називало је Лакота (=савезници), а племена из групација Источни и Западни Дакота, по којима су две савезне америчке државе (Северна Дакота и Јужна Дакота) добиле име, конфедерацију су називала Дакота (=савезници). Западни Дакота су дуго погрешно називани Накота. Име Накота или Накода користе сродни Асинибојни и Стоуни, који деле заједничко порекло са Сијуксима.
Нека племена Сијукса су називали резачи вратова, тако су их Вране називали, Команчи, Арапахо Индијанци Натни или Натнихина.

## Подгрупе
Седам племена која су чинила Сијукшку конфедерацију су Лакота (или Тетон), Јанктон, Јанктонаи, Мидивакантан, Вапекут, Сисетон и Вапетон. Према дијалекту којим говоре ових седам племена се може груписати у три групе Лакота, Западни Дакота и Источни Дакота. 
- 1) Лакота

- Сичангу (Бруле)
- Оглала
- Итазипчо (Санс арк)
- Хункпапа
- Миниконжу
- Сихасапа
- Оохенунпа (Ту кет`лс)

- Западни Дакота (или Јанктон-Јанктонаи или Дакота)

- 2) Јанктон
- 3) Јанктонаи

- Источни Дакота (или Санти-Сисетон или Дакота)

- Санти

- 4) Мидивакантан
- 5) Вапекут

- Сисетон

- 6) Сисетон
- 7) Вапетон

## Историја
Сијукси се првобитно налазе у подручју пиринчаних поља у Минесоти, посебно се наводе језера Мајл Лејкс. Индијанци из ових крајева (Меномини, Чипева и Сијукси) жели су ову биљку и користили је у прехрани. Борба за превласт над пољима пиринча између Чипева и Сијукса довела је до прогона Сијукса из тих крајева. Они реку Мисури прелазе пре 1750. На подручју Блек Хилс-а налазе се 1765.
1862. Мала Врана направио је покољ у Минесоти побивши 700 насељеника и 100 војника. Касније су још два датума веома значајна у њиховој историји. То је победа Седећег Бика који је 1876. са својим Сијуксима и још неким савезницима потукао пуковнију генерала Кастера и многобројних добровољаца на реци Литл Бигхорн. Овој битки претходила је и мало спомињана борба на Девилс Тауеру. Овде су веома жесток отпор приредили мање покретни старци који нису могли пратити темпо племена. Седећи Бик тражио је најповољнији положај за пружање отпора добро опремљеној америчкој војсци.
Други значајан али тужан догађај збио се 1890, када је извршен велики покољ над племеном Миникова, у којем су највише страдали жене и деца. Овај догађај баца велику љагу на америчку историју, познат је као Покољ код Вунд`д Ни.
Сијукси данас живе по резерватима у Сједињеним Државама и Канади.

## Обичаји
Сијукси су типично племе преријских Индијанаца, ловаца на бизоне. Њихово најкарактеристичније боравиште је кожни шатор типи. Он се лако склапа и расклапа и пренесе на друго место и поновно постави. Бизон, главна ловина, користи се за храну, израду боравишта, одеће, покривача, тетива за лукове, и других ситних ствари. Од бизона се није ништа бацало. Уништење ових животиња доводи до глади међу становницима прерија као што су Индијанци Црна стопала, Арапахо, Чејени, Кајова и други. Коначна последица била је мржња према белцима и рат.
Изгубивши извор хране Индијанци постају зависни од помоћи коју им даје влада. Они морају препуштати своју земљу држави или је продавати у бесцење.
Коњ је још један симбол културе и Сијукса и других преријских скупина. Коњ је симбол богатства, за њега се купују жене; човек без коња је нико и ништа, он нема никаквог угледа.
Шамани су играли значајну улогу међу Сијуксима. Постојали су и шамани-бердаши, били су раширени међу многим племенима, као код Индијанаца Навахо (који су их називали „Надле"), Илиноис-Индијанци такође их познају, и други. Сијукси су их звали „винктес“. Шаман-бердаш био је веома утицајан, он је носио женску одећу, а у борби није смео носити 'мушко' оружје. Бердаше су веома поштовали, али су се истовремено правиле и шале на њихов рачун. Они су свакако били хомосексуалци, а међу њима било је и бракова. Реч бердаш вуче порекло од персијског „бардај“, у значењу пасивног хомосексуалног партнера.